# Straßenbahn Bozen
| |                                |                                                   |                                                   |
| Streckenlänge: | 5 km                           |                                                   |                                                   |
| Spurweite: | 1000 mm (Meterspur)            |                                                   |                                                   |
| Stromsystem: | 750 Volt =                     |                                                   |                                                   |
| Maximale Neigung: | 50 ‰                           |                                                   |                                                   |
| Minimaler Radius: | 36 m                           |                                                   |                                                   |
| |                                |                                                   |                                                   |
| Eröffnung | 1. Juli 1909                   |                                                   |                                                   |
| Einstellung | 24. Dezember 1948              |                                                   |                                                   |
| Höchster Punkt | Stephaniestraße (277 m s.l.m.) |                                                   |                                                   |
| Tiefster Punkt | Leifers (245 m s.l.m.)         |                                                   |                                                   |
| \| \| -0,619 \| Streckenbeginn (1914 bis ca. 1920) \| Streckenbeginn (1914 bis ca. 1920) \| \| \| -0,570 \| Hotel Stiegl Endstelle (nur 1914) \| Hotel Stiegl Endstelle (nur 1914) \| \| \| \| Hotel Gasser (nur 1914) \| \| \| \| -0,262 \| Rittner Bahn von Klobenstein \| Rittner Bahn von Klobenstein \| \| \| \| Bahnstraße (nur Rittner Bahn) \| \| \| \| 0,000 \| Nullkilometer (ab 1914) \| Nullkilometer (ab 1914) \| \| \| \| Südbahnhof (ab 1914, später Endstelle) \| \| \| \| 0,000 \| Streckenbeginn (1909–1914) \| Streckenbeginn (1909–1914) \| \| \| 0,045 \| Südbahnhof (1909–1914) \| Südbahnhof (1909–1914) \| \| \| 0,098 \| Beginn Péage-Strecke (1909–1914) \| Beginn Péage-Strecke (1909–1914) \| \| \| \| Bozen Bahnhof Süd \| \| \| \| 0,262 \| Ende Péage-Strecke \| Ende Péage-Strecke \| \| \| 0,315 \| Waltherplatz (Linie nach Gries) \| Waltherplatz (Linie nach Gries) \| \| \| \| \| \| \| \| 0,000 \| Waltherplatz (Linie nach Leifers) \| Waltherplatz (Linie nach Leifers) \| \| \| 0,190 \| Anschluss Verpflegungsmagazin \| Anschluss Verpflegungsmagazin \| \| \| \| Kaiser-Josef-Platz (Dominikanerplatz) \| \| \| \| 0,480 \| Schlernstraße (Marconistraße) \| Schlernstraße (Marconistraße) \| \| \| \| ehem. Bahnstrecke Bozen–Meran \| \| \| \| \| Eisackbrücke \| \| \| \| \| Eisack \| \| \| \| \| Kohlerer Bahn \| \| \| \| \| Virglbahn \| \| \| \| 1,220 \| Grutzen \| Grutzen \| \| \| \| Etschtalbahn \| \| \| \| \| Haslach \| \| \| \| 2,050 \| Schießstand \| Schießstand \| \| \| \| Oberau \| \| \| \| \| Gasthof Edelweiß \| \| \| \| 2,790 \| Gasthof Höllerhof (Gasthof Rovereto) (Friedhof) \| Gasthof Höllerhof (Gasthof Rovereto) (Friedhof) \| \| \| \| Gasthof Pfarrhof \| \| \| \| \| Militärfriedhof \| \| \| \| \| Gasthof Putzenhof \| \| \| \| \| St. Jakob \| \| \| \| \| Gasthof Lewald \| \| \| \| \| Gasthof Schenk \| \| \| \| \| Gasthof Würstl \| \| \| \| 6,610 \| Mitter St. Jakob (Gasthof Seitner) \| Mitter St. Jakob (Gasthof Seitner) \| \| \| 6,730 \| Wurzer (Endstelle bis 1931) \| Wurzer (Endstelle bis 1931) \| \| \| \| Landgraben \| \| \| \| \| Leifers \| \| \| \| 8,823 \| Streckenende \| Streckenende \| \| \| 0,498 \| Erzherzog-Rainer-Straße \| Erzherzog-Rainer-Straße \| \| \| 0,605 \| Goethe-Straße \| Goethe-Straße \| \| \| 0,820 \| Realschule \| Realschule \| \| \| 0,855 \| Realschule \| Realschule \| \| \| 0,996 \| Beginn Doppelspur \| Beginn Doppelspur \| \| \| 1,060 \| Talferbrücke \| Talferbrücke \| \| \| 1,118 \| Talfer (Gemeindegrenze Bozen/Gries bis Ende 1925) \| Talfer (Gemeindegrenze Bozen/Gries bis Ende 1925) \| \| \| 1,175 \| Talferbrücke \| Talferbrücke \| \| \| 1,230 \| Ende Doppelspur \| Ende Doppelspur \| \| \| 1,305 \| Eisenstecken-Straße \| Eisenstecken-Straße \| \| \| 1,314 0,000 \| Abzweigung Betriebsstrecke \| Abzweigung Betriebsstrecke \| \| \| 0,296 \| Remise \| Remise \| \| \| 1,680 \| Villa Viktoria \| Villa Viktoria \| \| \| 1,885 \| Hotel Trafojer \| Hotel Trafojer \| \| \| 2,215 \| Mendelstraße \| Mendelstraße \| \| \| \| Anschluss Obstproduzentengenossenschaft (ab 1922) \| \| \| \| 2,314 \| Kaiser-Franz-Joseph-Platz \| Kaiser-Franz-Joseph-Platz \| \| \| 2,440 \| Habsburger-Straße \| Habsburger-Straße \| \| \| 2,487 \| Habsburger-Straße \| Habsburger-Straße \| \| \| 2,762 \| Erzherzog-Heinrich-Promenade \| Erzherzog-Heinrich-Promenade \| \| \| 2,785 \| Erzherzog-Heinrich-Promenade \| Erzherzog-Heinrich-Promenade \| \| \| 2,967 \| Hüttlhof (Guntschnabahn) \| Hüttlhof (Guntschnabahn) \| \| \| 3,242 \| Stephaniestraße \| Stephaniestraße \| \| \| 3,250 \| Streckenende \| Streckenende \| |                                |                                                   |                                                   |
| | -0,619                         | Streckenbeginn (1914 bis ca. 1920)                | Streckenbeginn (1914 bis ca. 1920)                |
| U-Bahn-Bahnhof (Strecke außer Betrieb) | -0,570                         | Hotel Stiegl Endstelle (nur 1914)                 | Hotel Stiegl Endstelle (nur 1914)                 |
| U-Bahn-Haltepunkt / Haltestelle (Strecke außer Betrieb) |                                | Hotel Gasser (nur 1914)                           | Hotel Gasser (nur 1914)                           |
| Abzweig geradeaus und von links (Strecke außer Betrieb) | -0,262                         | Rittner Bahn von Klobenstein                      | Rittner Bahn von Klobenstein                      |
| Haltepunkt / Haltestelle (Strecke außer Betrieb) |                                | Bahnstraße (nur Rittner Bahn)                     | Bahnstraße (nur Rittner Bahn)                     |
| Kilometer-Wechsel (Strecke außer Betrieb) | 0,000                          | Nullkilometer (ab 1914)                           | Nullkilometer (ab 1914)                           |
| Bahnhof (Strecke außer Betrieb) |                                | Südbahnhof (ab 1914, später Endstelle)            | Südbahnhof (ab 1914, später Endstelle)            |
| Strecke (außer Betrieb) | 0,000                          | Streckenbeginn (1909–1914)                        | Streckenbeginn (1909–1914)                        |
| Strecke (außer Betrieb) · U-Bahn-Bahnhof (Strecke außer Betrieb) | 0,045                          | Südbahnhof (1909–1914)                            | Südbahnhof (1909–1914)                            |
| Abzweig mit U-Bahn geradeaus und von links (Strecke außer Betrieb) · U-Bahn-Strecke nach rechts (außer Betrieb) | 0,098                          | Beginn Péage-Strecke (1909–1914)                  | Beginn Péage-Strecke (1909–1914)                  |
| Haltepunkt / Haltestelle (Strecke außer Betrieb) |                                | Bozen Bahnhof Süd                                 | Bozen Bahnhof Süd                                 |
| Abzweig mit U-Bahn geradeaus und nach links (Strecke außer Betrieb) · U-Bahn-Strecke von rechts (außer Betrieb) | 0,262                          | Ende Péage-Strecke                                | Ende Péage-Strecke                                |
| Kopfbahnhof Streckenende (Strecke außer Betrieb) · U-Bahn-Haltepunkt / Haltestelle (Strecke außer Betrieb) | 0,315                          | Waltherplatz (Linie nach Gries)                   | Waltherplatz (Linie nach Gries)                   |
| U-Bahn-Strecke von links (außer Betrieb) · U-Bahn-Abzweig geradeaus, nach rechts und von rechts (Strecke außer Betrieb) |                                |                                                   |                                                   |
| U-Bahn-Strecke (außer Betrieb) · U-Bahn-Bahnhof (Strecke außer Betrieb) | 0,000                          | Waltherplatz (Linie nach Leifers)                 | Waltherplatz (Linie nach Leifers)                 |
| U-Bahn-Strecke (außer Betrieb) · U-Bahn-Abzweig geradeaus und nach rechts (Strecke außer Betrieb) | 0,190                          | Anschluss Verpflegungsmagazin                     | Anschluss Verpflegungsmagazin                     |
| U-Bahn-Strecke (außer Betrieb) · U-Bahn-Haltepunkt / Haltestelle (Strecke außer Betrieb) |                                | Kaiser-Josef-Platz (Dominikanerplatz)             | Kaiser-Josef-Platz (Dominikanerplatz)             |
| U-Bahn-Strecke (außer Betrieb) · U-Bahn-Bahnhof (Strecke außer Betrieb) | 0,480                          | Schlernstraße (Marconistraße)                     | Schlernstraße (Marconistraße)                     |
| U-Bahn-Strecke (außer Betrieb) · U-Bahn-Kreuzung mit Eisenbahn (Strecken außer Betrieb) |                                | ehem. Bahnstrecke Bozen–Meran                     | ehem. Bahnstrecke Bozen–Meran                     |
| U-Bahn-Strecke (außer Betrieb) · U-Bahn-Haltepunkt / Haltestelle (Strecke außer Betrieb) |                                | Eisackbrücke                                      | Eisackbrücke                                      |
| U-Bahn-Strecke (außer Betrieb) · U-Bahn-Brücke über Wasserlauf (Strecke außer Betrieb) |                                | Eisack                                            | Eisack                                            |
| U-Bahn-Strecke (außer Betrieb) · U-Bahn-Haltepunkt / Haltestelle (Strecke außer Betrieb) |                                | Kohlerer Bahn                                     | Kohlerer Bahn                                     |
| U-Bahn-Strecke (außer Betrieb) · U-Bahn-Haltepunkt / Haltestelle (Strecke außer Betrieb) |                                | Virglbahn                                         | Virglbahn                                         |
| U-Bahn-Strecke (außer Betrieb) · U-Bahn-Bahnhof (Strecke außer Betrieb) | 1,220                          | Grutzen                                           | Grutzen                                           |
| U-Bahn-Strecke (außer Betrieb) · U-Bahn-Kreuzung mit Eisenbahn geradeaus unten (Strecke geradeaus außer Betrieb) |                                | Etschtalbahn                                      | Etschtalbahn                                      |
| U-Bahn-Strecke (außer Betrieb) · U-Bahn-Haltepunkt / Haltestelle (Strecke außer Betrieb) |                                | Haslach                                           | Haslach                                           |
| U-Bahn-Strecke (außer Betrieb) · U-Bahn-Bahnhof (Strecke außer Betrieb) | 2,050                          | Schießstand                                       | Schießstand                                       |
| U-Bahn-Strecke (außer Betrieb) · U-Bahn-Haltepunkt / Haltestelle (Strecke außer Betrieb) |                                | Oberau                                            | Oberau                                            |
| U-Bahn-Strecke (außer Betrieb) · U-Bahn-Haltepunkt / Haltestelle (Strecke außer Betrieb) |                                | Gasthof Edelweiß                                  | Gasthof Edelweiß                                  |
| U-Bahn-Strecke (außer Betrieb) · U-Bahn-Bahnhof (Strecke außer Betrieb) | 2,790                          | Gasthof Höllerhof (Gasthof Rovereto) (Friedhof)   | Gasthof Höllerhof (Gasthof Rovereto) (Friedhof)   |
| U-Bahn-Strecke (außer Betrieb) · U-Bahn-Haltepunkt / Haltestelle (Strecke außer Betrieb) |                                | Gasthof Pfarrhof                                  | Gasthof Pfarrhof                                  |
| U-Bahn-Strecke (außer Betrieb) · U-Bahn-Haltepunkt / Haltestelle (Strecke außer Betrieb) |                                | Militärfriedhof                                   | Militärfriedhof                                   |
| U-Bahn-Strecke (außer Betrieb) · U-Bahn-Haltepunkt / Haltestelle (Strecke außer Betrieb) |                                | Gasthof Putzenhof                                 | Gasthof Putzenhof                                 |
| U-Bahn-Strecke (außer Betrieb) · U-Bahn-Haltepunkt / Haltestelle (Strecke außer Betrieb) |                                | St. Jakob                                         | St. Jakob                                         |
| U-Bahn-Strecke (außer Betrieb) · U-Bahn-Haltepunkt / Haltestelle (Strecke außer Betrieb) |                                | Gasthof Lewald                                    | Gasthof Lewald                                    |
| U-Bahn-Strecke (außer Betrieb) · U-Bahn-Haltepunkt / Haltestelle (Strecke außer Betrieb) |                                | Gasthof Schenk                                    | Gasthof Schenk                                    |
| U-Bahn-Strecke (außer Betrieb) · U-Bahn-Haltepunkt / Haltestelle (Strecke außer Betrieb) |                                | Gasthof Würstl                                    | Gasthof Würstl                                    |
| U-Bahn-Strecke (außer Betrieb) · U-Bahn-Bahnhof (Strecke außer Betrieb) | 6,610                          | Mitter St. Jakob (Gasthof Seitner)                | Mitter St. Jakob (Gasthof Seitner)                |
| U-Bahn-Strecke (außer Betrieb) · U-Bahn-Haltepunkt / Haltestelle (Strecke außer Betrieb) | 6,730                          | Wurzer (Endstelle bis 1931)                       | Wurzer (Endstelle bis 1931)                       |
| U-Bahn-Strecke (außer Betrieb) · U-Bahn-Brücke über Wasserlauf (Strecke außer Betrieb) |                                | Landgraben                                        | Landgraben                                        |
| U-Bahn-Strecke (außer Betrieb) · U-Bahn-Bahnhof (Strecke außer Betrieb) |                                | Leifers                                           | Leifers                                           |
| U-Bahn-Strecke (außer Betrieb) | 8,823                          | Streckenende                                      | Streckenende                                      |
| U-Bahn-Bahnhof (Strecke außer Betrieb) | 0,498                          | Erzherzog-Rainer-Straße                           | Erzherzog-Rainer-Straße                           |
| U-Bahn-Haltepunkt / Haltestelle (Strecke außer Betrieb) | 0,605                          | Goethe-Straße                                     | Goethe-Straße                                     |
| U-Bahn-Haltepunkt / Haltestelle (Strecke außer Betrieb) | 0,820                          | Realschule                                        | Realschule                                        |
| U-Bahn-Haltepunkt / Haltestelle (Strecke außer Betrieb) | 0,855                          | Realschule                                        | Realschule                                        |
| | 0,996                          | Beginn Doppelspur                                 | Beginn Doppelspur                                 |
| U-Bahn-Strecke | 1,060                          | Talferbrücke                                      | Talferbrücke                                      |
| U-Bahn-Brücke über Wasserlauf | 1,118                          | Talfer (Gemeindegrenze Bozen/Gries bis Ende 1925) | Talfer (Gemeindegrenze Bozen/Gries bis Ende 1925) |
| U-Bahn-Haltepunkt / Haltestelle | 1,175                          | Talferbrücke                                      | Talferbrücke                                      |
| | 1,230                          | Ende Doppelspur                                   | Ende Doppelspur                                   |
| U-Bahn-Haltepunkt / Haltestelle (Strecke außer Betrieb) | 1,305                          | Eisenstecken-Straße                               | Eisenstecken-Straße                               |
| U-Bahn-Abzweig geradeaus und nach links (Strecke außer Betrieb) · U-Bahn-Strecke von rechts (außer Betrieb) | 1,314 0,000                    | Abzweigung Betriebsstrecke                        | Abzweigung Betriebsstrecke                        |
| U-Bahn-Strecke (außer Betrieb) · U-Bahn-Betriebs-/Güterbahnhof Streckenende (Strecke außer Betrieb) | 0,296                          | Remise                                            | Remise                                            |
| U-Bahn-Bahnhof (Strecke außer Betrieb) | 1,680                          | Villa Viktoria                                    | Villa Viktoria                                    |
| U-Bahn-Haltepunkt / Haltestelle (Strecke außer Betrieb) | 1,885                          | Hotel Trafojer                                    | Hotel Trafojer                                    |
| U-Bahn-Haltepunkt / Haltestelle (Strecke außer Betrieb) | 2,215                          | Mendelstraße                                      | Mendelstraße                                      |
| U-Bahn-Abzweig geradeaus und nach links (Strecke außer Betrieb) |                                | Anschluss Obstproduzentengenossenschaft (ab 1922) | Anschluss Obstproduzentengenossenschaft (ab 1922) |
| U-Bahn-Bahnhof (Strecke außer Betrieb) | 2,314                          | Kaiser-Franz-Joseph-Platz                         | Kaiser-Franz-Joseph-Platz                         |
| U-Bahn-Haltepunkt / Haltestelle (Strecke außer Betrieb) | 2,440                          | Habsburger-Straße                                 | Habsburger-Straße                                 |
| U-Bahn-Haltepunkt / Haltestelle (Strecke außer Betrieb) | 2,487                          | Habsburger-Straße                                 | Habsburger-Straße                                 |
| U-Bahn-Haltepunkt / Haltestelle (Strecke außer Betrieb) | 2,762                          | Erzherzog-Heinrich-Promenade                      | Erzherzog-Heinrich-Promenade                      |
| U-Bahn-Haltepunkt / Haltestelle (Strecke außer Betrieb) | 2,785                          | Erzherzog-Heinrich-Promenade                      | Erzherzog-Heinrich-Promenade                      |
| U-Bahn-Bahnhof (Strecke außer Betrieb) | 2,967                          | Hüttlhof (Guntschnabahn)                          | Hüttlhof (Guntschnabahn)                          |
| U-Bahn-Bahnhof (Strecke außer Betrieb) | 3,242                          | Stephaniestraße                                   | Stephaniestraße                                   |
| | 3,250                          | Streckenende                                      | Streckenende                                      |

Die Straßenbahn Bozen erschloss die Gemeinde Bozen (Südtirol) und ihr Umland. Sie bestand aus zwei Teilstrecken im Besitz zweier unterschiedlicher Bahngesellschaften, die jedoch zusammen betrieben wurden.
Die Straßenbahn Bozen–Gries (auch: Bozen-Grieser Kleinbahn oder Trambahn Bozen-Gries) wurde in den Jahren 1907–1909 aus touristischen Erwägungen durch die Stadt Bozen und die bis Ende 1925 noch eigenständige Marktgemeinde Gries erbaut, um die dortigen Kurhotels besser mit der Brennerbahn zu verbinden. Diese Strecke wurde 1914 nach Zwölfmalgreien verlängert, aufgrund des Ersten Weltkrieges wurde diese Verlängerung jedoch nur für ca. 6 Monate überhaupt regulär betrieben und kurz nach Kriegsende wieder abgebrochen.
Die Straßenbahn Bozen–St. Jakob (später: Bozen–Leifers) wurde bis Anfang 1914 durch eine private Gesellschaft errichtet. Die Strecke erschloss die Gemeinden im Süden Bozens, insbesondere Oberau und St. Jakob. Nach einer Verlängerung erreichte die Strecke ab 1931 auch Leifers. Der Schwerpunkt dieser Strecke lag eher darauf, Pendler aus dem Umland zu ihren Arbeitsplätzen zu befördern.
Das gesamte Straßenbahnnetz wurde im Dezember 1948 stillgelegt und durch Autobusse ersetzt.

## Streckenverlauf

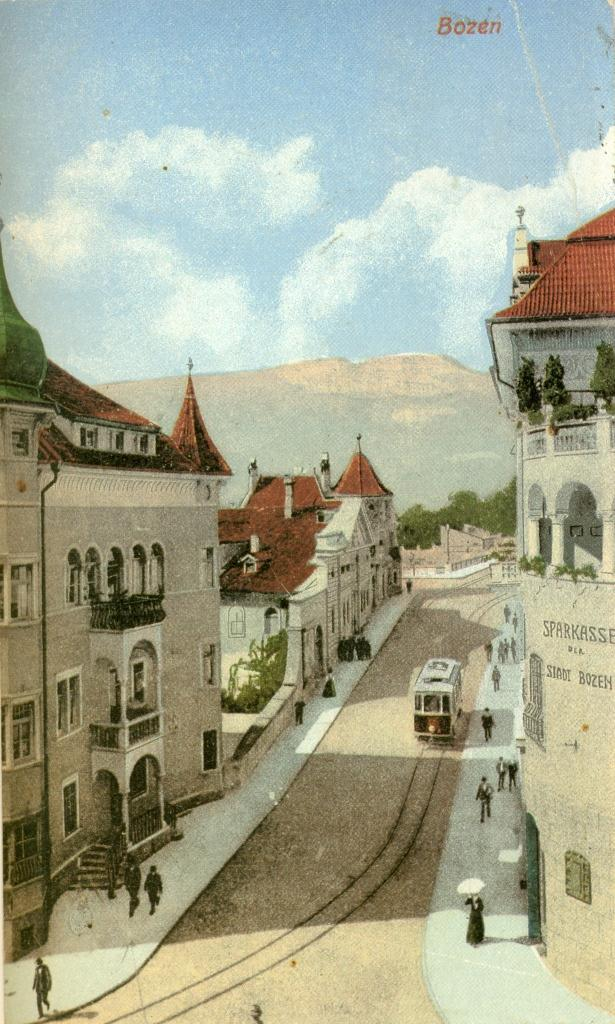
Wagen der einstigen Grieser Linie in der Museumstraße (1911)

Die Linie 1 verlief von der heutigen Guntschnastraße (ehemals Stephaniestraße) über den Grieser Platz zur Talferbrücke, allerdings nicht entlang der heutigen Freiheitsstraße, da diese erst 1935/36 errichtet wurde. Weiter fuhr sie – mit teilweise kleinen Radien – durch die Innenstadt bis zum Waltherplatz, um auf die Gleise der bereits 1907 eröffneten Rittner Bahn zu stoßen. Mit dieser als Lokalbahn konzessionierten Bahn teilte sie sich die Strecke bis zur Zwölfmalgreiner Straße. Über den Zollstangenplatz erreichte sie in die Brennerstraße, wo auch die Endstation lag.

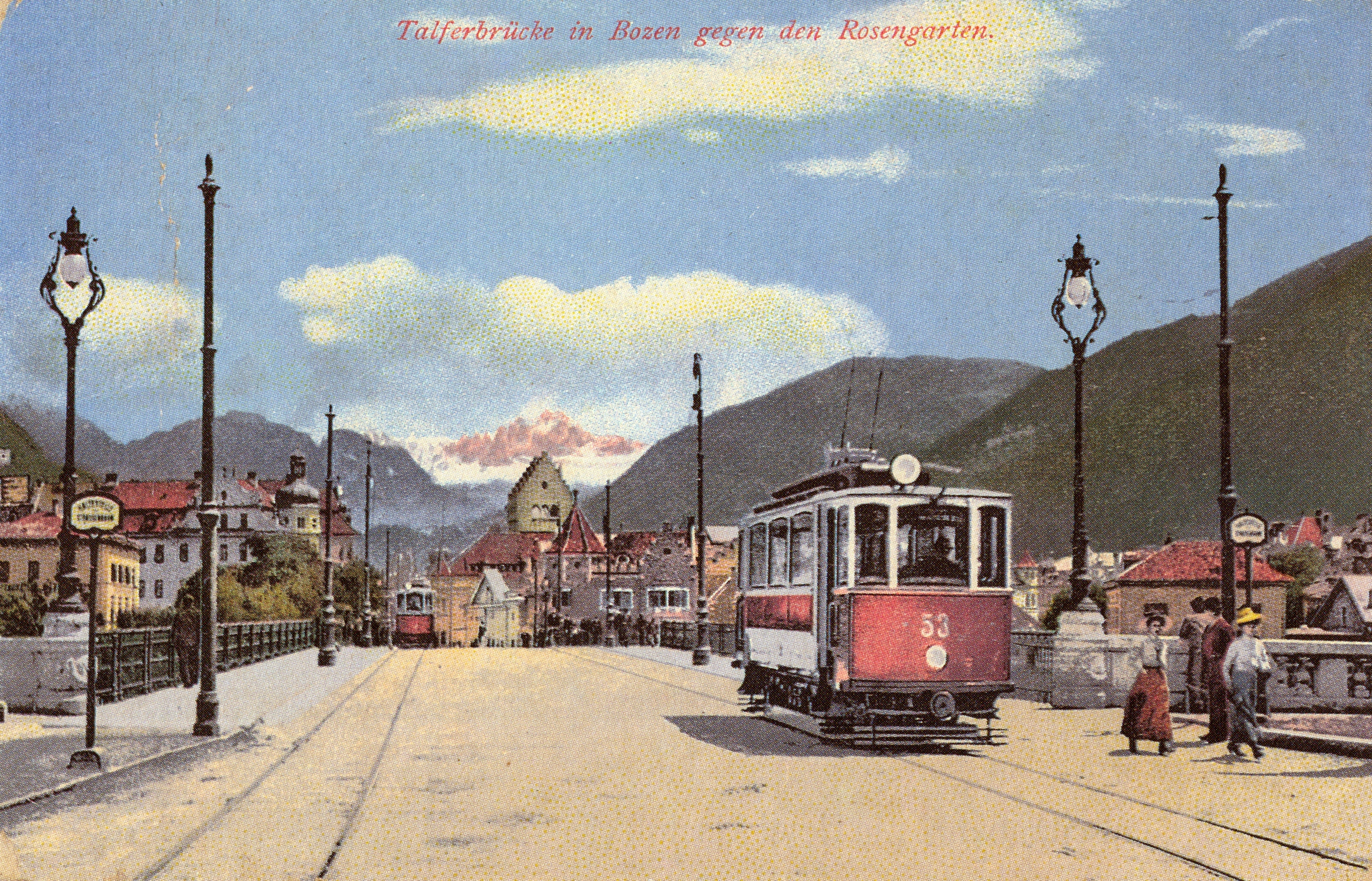
Straßenbahn auf der Talferbrücke (1910)

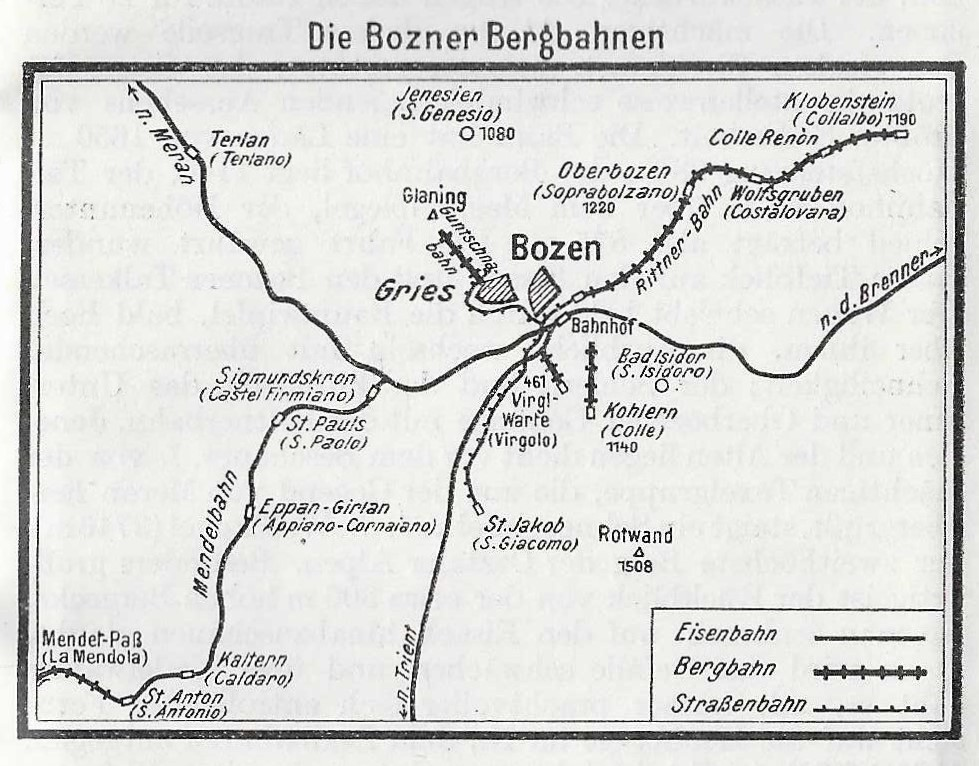
Übersicht der Bozner Tram- und Bergbahnen (1930)

Die Linie 2 wurde in mehreren Bauabschnitten errichtet, da die Betreiber der Etschtalbahn die Konkurrenz fürchteten. Doch lag der Bahnhof Leifers so weit vom Ort entfernt, dass er für die lokale Bevölkerung nutzlos war. Eine direkt bis in den Ort fahrende Straßenbahn war bedeutend angenehmer. Von Leifers folgte die Bahn dem Verlauf der Brennerstraße bis zur Unterführung kurz vor dem Virgltunnel, um zur Trienter Straße wechseln zu können. Von hier aus gelangte die Bahn über den Dominikanerplatz auf den Waltherplatz und in das Gleis der Linie 1 und der Rittner Bahn. Kurz vor dem Bahnhof Bozen fädelte die Linie wieder aus und gelangte zu einem eigenen Endbahnhof südlich des Haupteinganges.

## Stilllegung und Relikte
Aufgrund der defizitären Lage der beiden Trambahnlinien, der Entstehung neuer Stadtviertel abseits der Strecken und auch dem damaligen Zeitgeist entsprechend wurde der Straßenbahnbetrieb zum 24. Dezember 1948 eingestellt. Zu diesem Datum übernahmen Busse der S.A.S.A. (seinerzeit noch als private Società Atesina Servizi Automobilistici) den öffentlichen Nahverkehr in Bozen.
Während die meisten Einrichtungen der Straßenbahn in der Folgezeit verschwanden, wurde die alte Remise der Trambahn (Ecke Horazstraße/Peter-Mayr-Straße) noch bis in die 1980er-Jahre als Busdepot verwendet, bevor dort ein Neubau der Banca d’Italia errichtet wurde. Das unmittelbar nördlich gelegene Gebäude ist im Kern noch die alte Umformerstation „Talferpark“ der Etschwerke, doch wurde es im Vergleich zu seiner ursprünglichen Gestalt erheblich erweitert. Abgesehen davon findet sich noch eine beträchtliche Anzahl von Oberleitungsrosetten, vor allem im Bereich der Altstadt zwischen Mustergasse und Sparkassenstraße, aber auch vereinzelt jenseits der Talfer.

## Geplante Neuerrichtung
Die Wiedereinführung eines Straßenbahnnetzes, insbesondere in Verknüpfung mit einer neuen Überetscher Bahn und einem Umsteigeknoten zur Bahnstrecke Bozen–Meran, war mehrmals politisch im Gespräch. Allerdings führten die hohen Realisierungskosten dazu, dass zunächst stattdessen eine Metrobuslinie zwischen Bozen und dem Überetsch eingerichtet wurde. Eine von den Südtiroler Transportstrukturen erarbeitete Neuauflage des Straßenbahnprojekts wurde 2019 in einer beratenden Volksabstimmung in Bozen von 70,2 Prozent der Wählerschaft abgelehnt.